# Pohl (Kürten)
Pohl ist ein Wohnplatz in der Gemeinde Kürten im Rheinisch-Bergischen Kreis.

## Lage und Beschreibung
Der Ort liegt südöstlich von Bechen. In der Nachbarschaft befinden sich die Orte Schnappe, Durhaus und Altensaal. Durch den Ort fließt der Weyerbach.

## Geschichte

### Haus Pohl
Das ehemalige Rittergut Haus Pohl ist eine noch erhaltene Wasserburg. Sie wurde erstmals im Jahr 1443 als zo dem Poyle urkundlich erwähnt. Der Ortsnamen leitet sich von mndd. pôl (= „Pfuhl“, „Sumpf“) ab.
Das Haus war Sitz der Herren von Herweg. Erhalten ist ein zweigeschossiges Wohnhaus mit Krüppelwalmdach aus dem 17. Jahrhundert. Die ehemaligen Wassergräben sind heute zugeschüttet.
Das Haus ist mit der Nr. 96 in der Liste der Baudenkmäler in Kürten eingetragen.

### Pohler Mühle
Etwas südlich von Haus Pohl liegt die Pohler Mühle, die durch den Weyerbach angetrieben wurde. Sie stammt vermutlich  aus dem 15. Jahrhundert. Sie war bis 1927 als Getreidemühle mit angeschlossener Bäckerei in Betrieb. Heute dient sie als Wohngebäude;

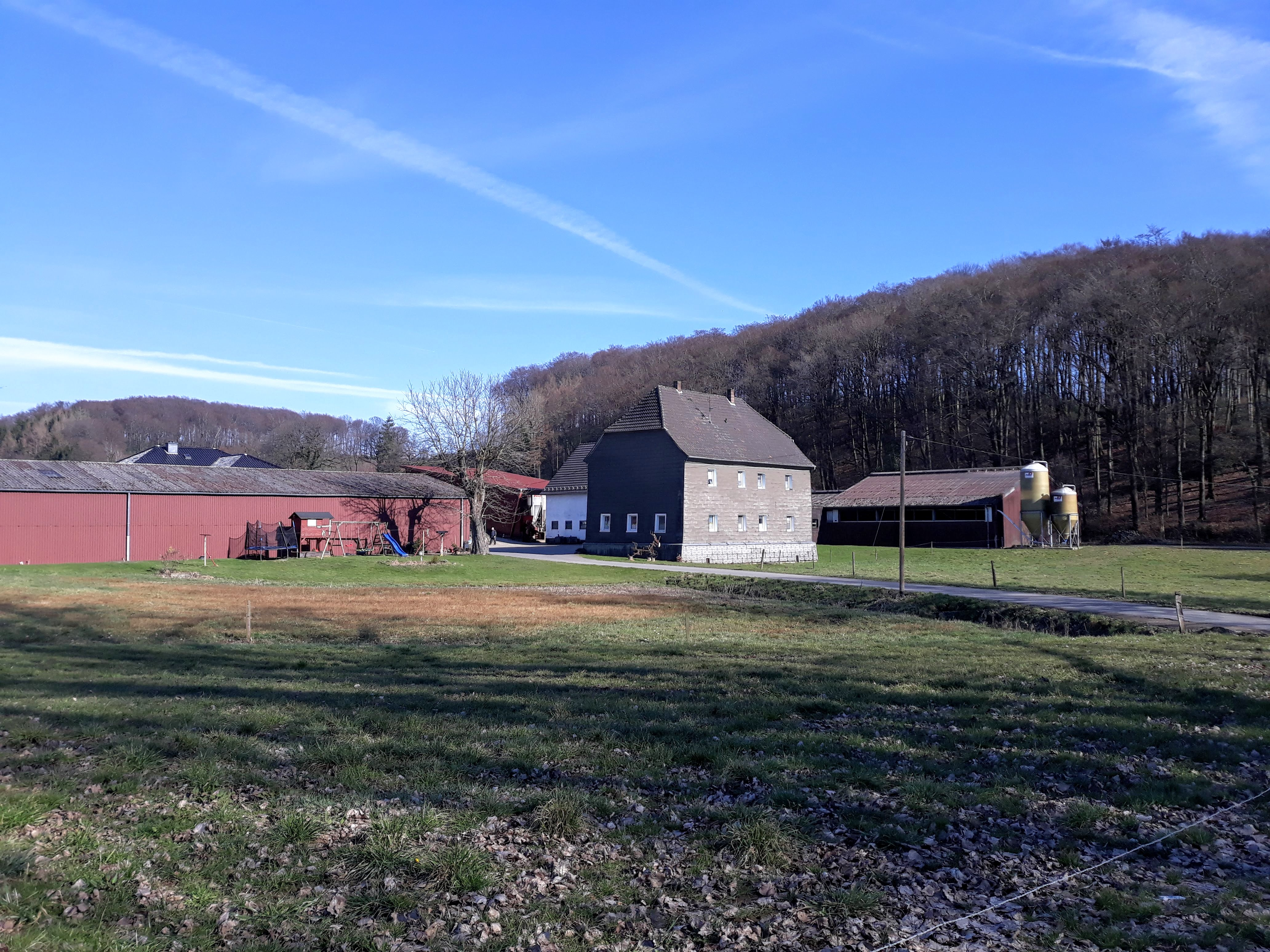
Haus Pohl.
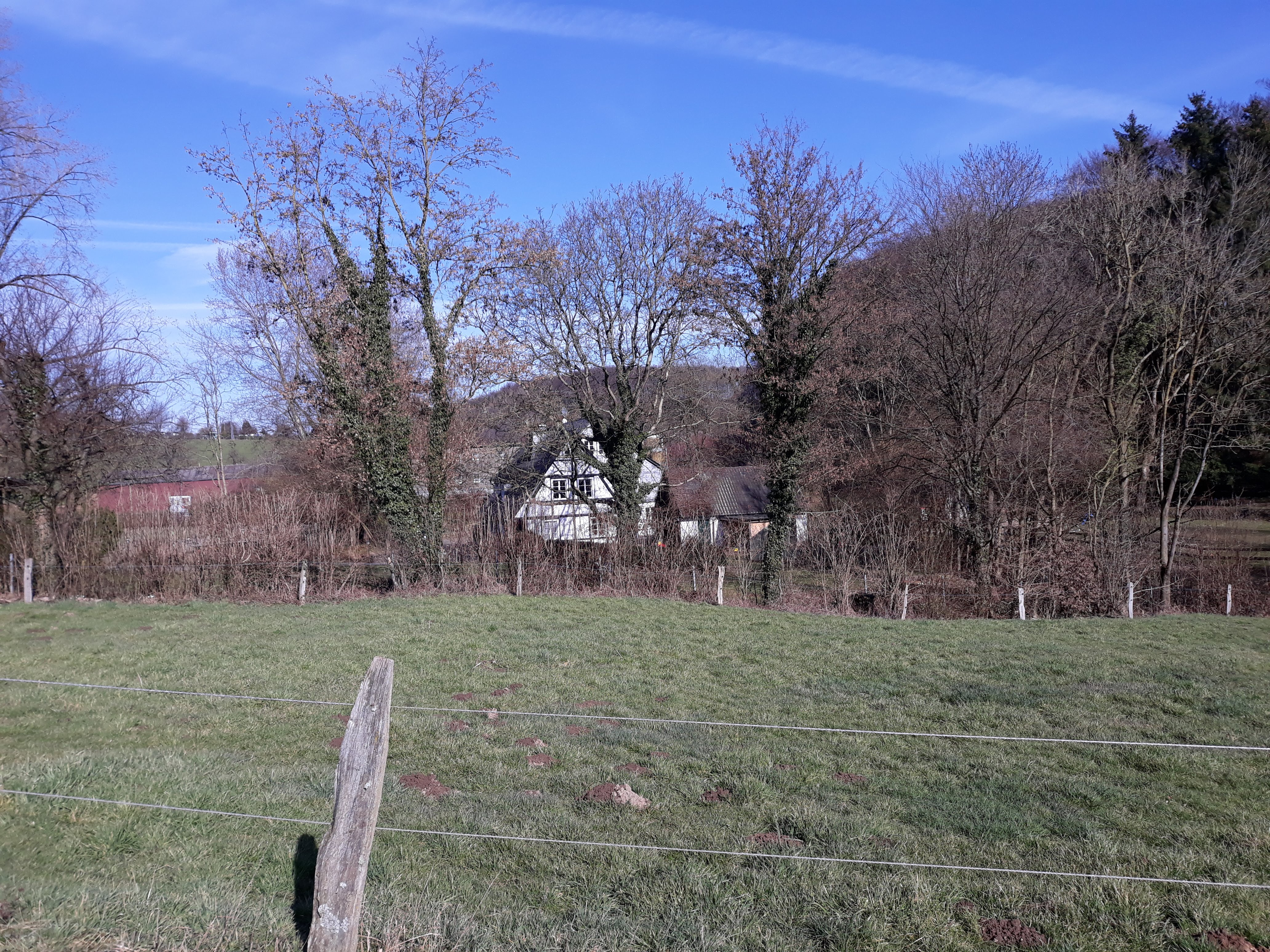
Pohler Mühle von Westen.
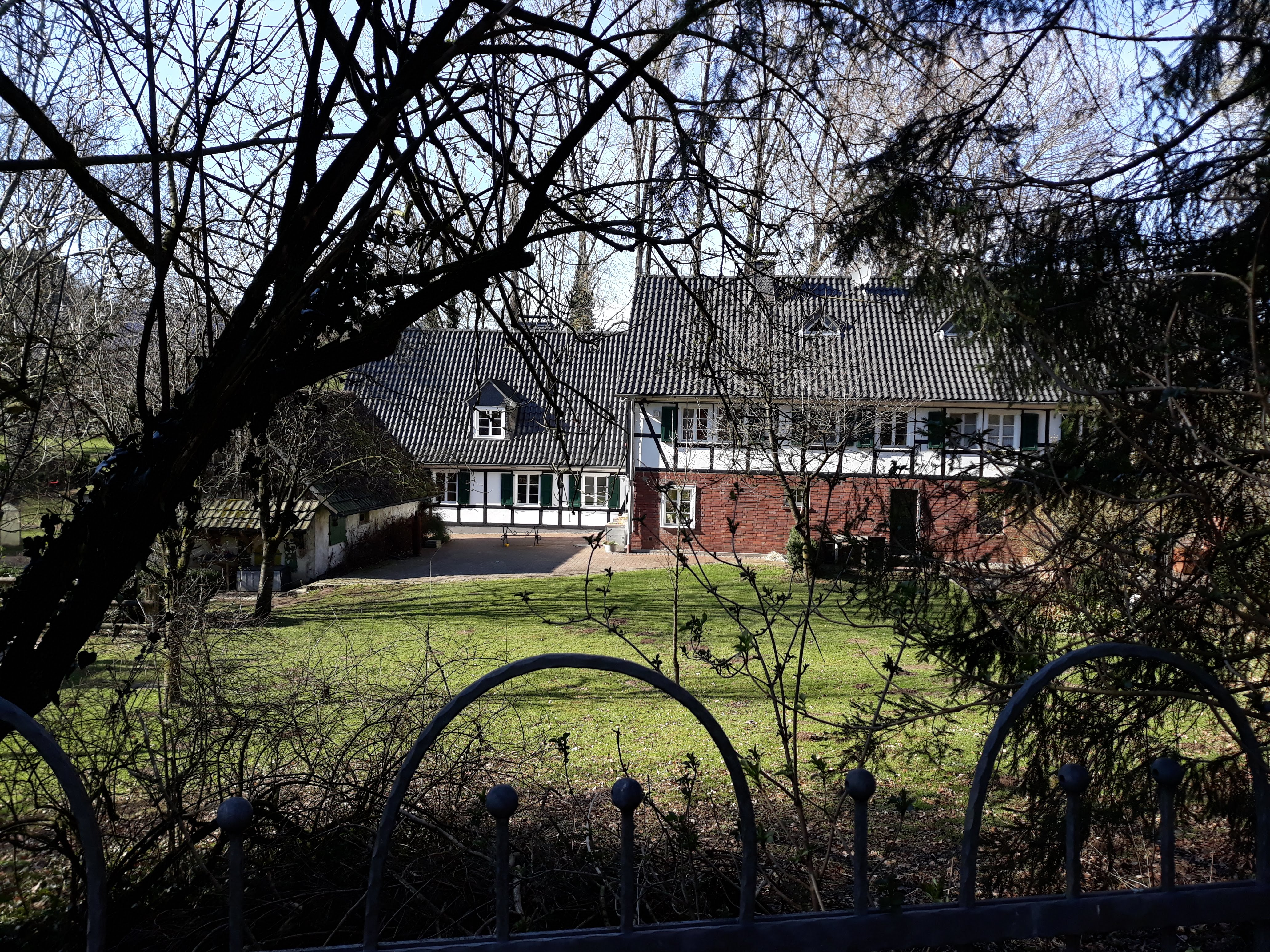
Pohler Mühle Ostseite.
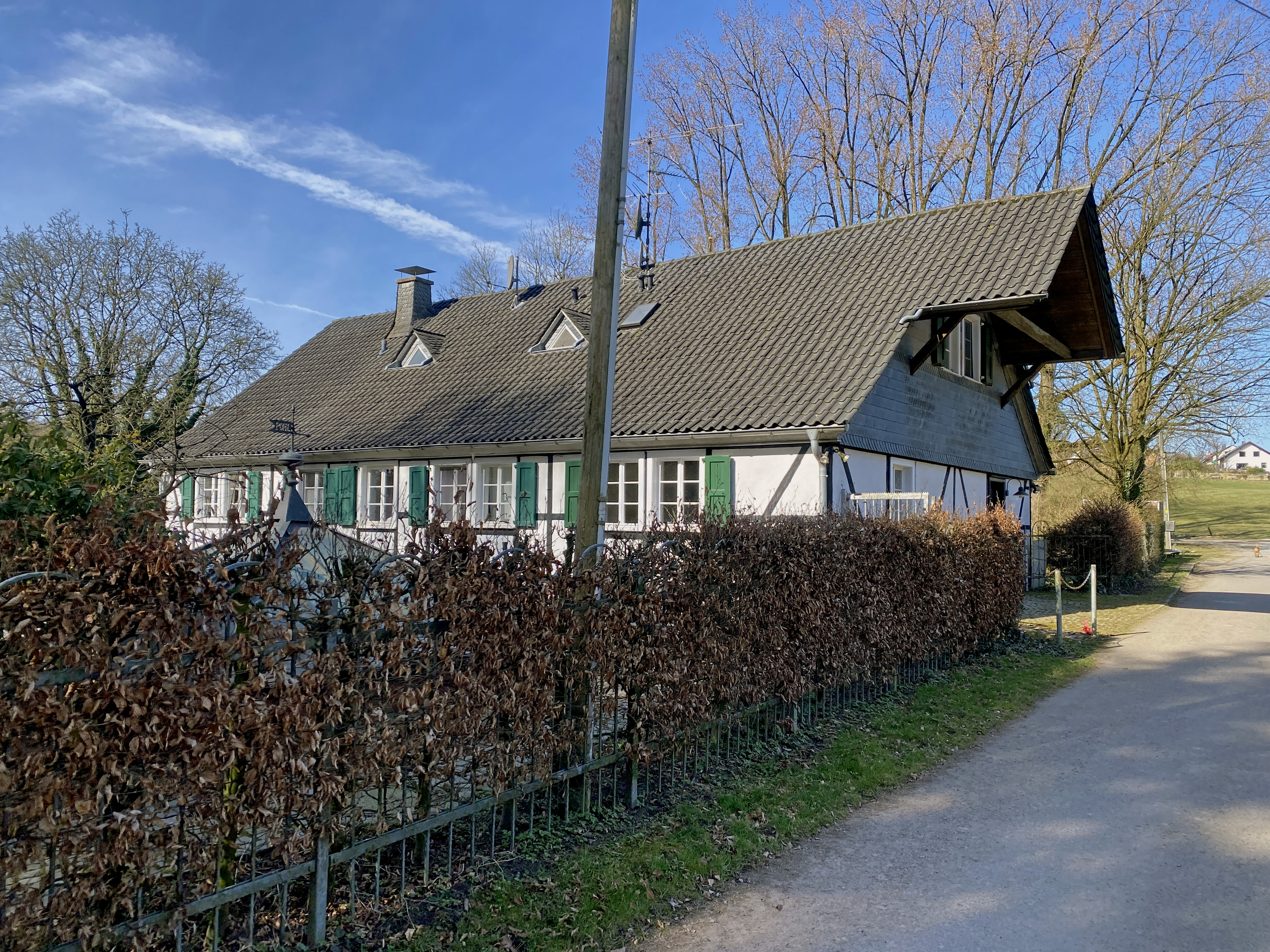
Pohler Mühle
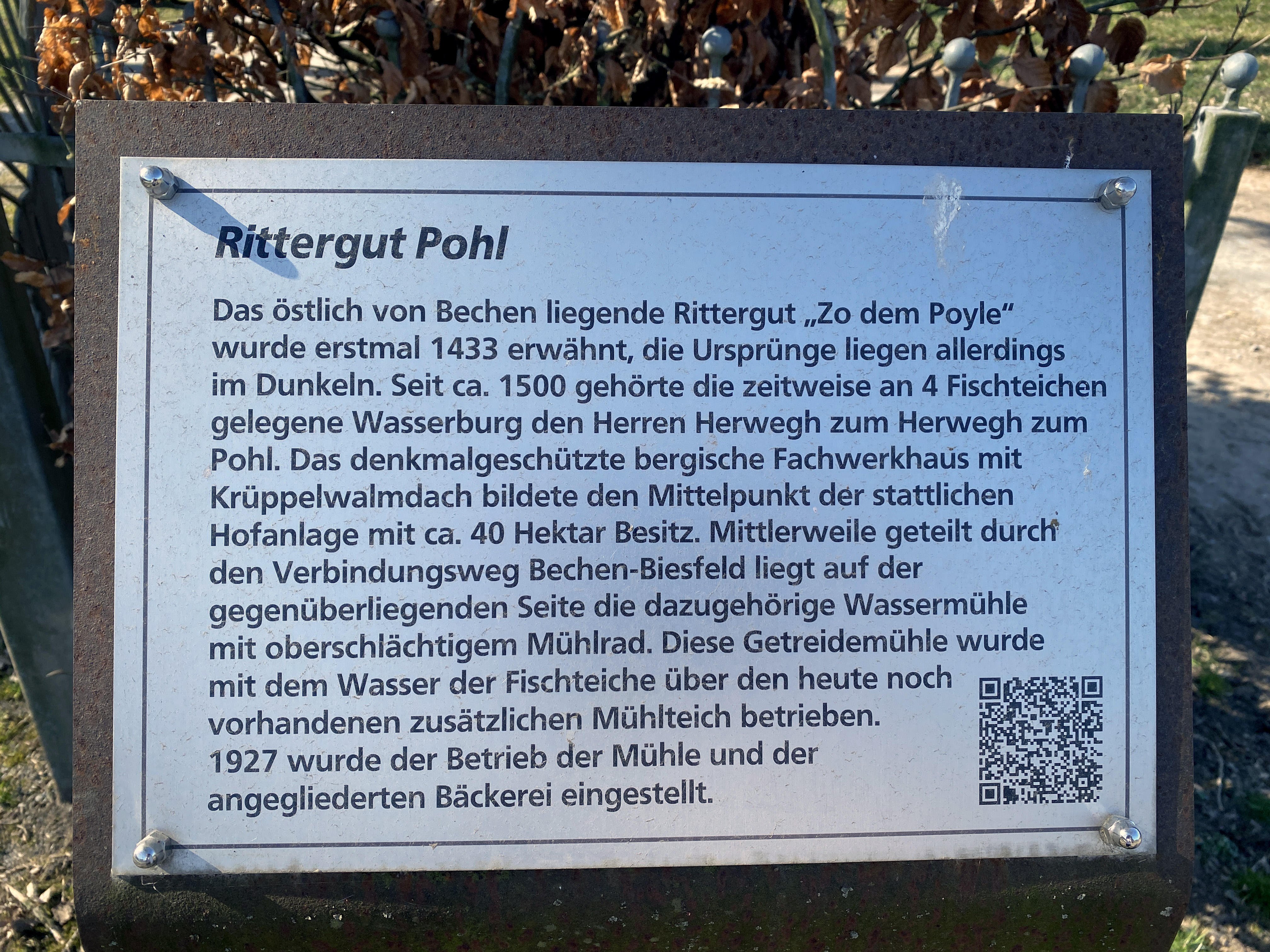
Info-Tafel Rittergut Pohl

### Pohl als Wohnplatz
Der Ort lag an dem Heerweg Köln–Wipperfürth–Soest, einer bedeutenden mittelalterlichen Altfernstraße von Köln über Wipperfürth nach Soest. Die Trasse der alten Höhenstraße wird bis auf kleine Abweichungen noch heute von der Bundesstraße 506 genutzt, bei Pohl verlief sie aber von Altensaal nach Schnappe auf der gleichnamigen heutigen Straße Altensaal und dem sich anschließenden Feld- / Waldweg.
Die Topographia Ducatus Montani des Erich Philipp Ploennies aus dem Jahre 1715, Blatt Amt Steinbach, belegt, dass der Ort bereits 1715 als Freyhof bestand und als Pohl bezeichnet wurde. Carl Friedrich von Wiebeking benennt die Hofschaft auf seiner Charte des Herzogthums Berg 1789 ebenfalls als Pohl. Aus ihr geht hervor, dass Pohl zu dieser Zeit Teil der Honschaft Bechen im Kirchspiel Bechen im Landgericht Kürten war.
Unter der französischen Verwaltung zwischen 1806 und 1813 wurde das Amt Steinbach aufgelöst und der Ort wurde politisch der Gemeinde Bechen in der Mairie Kürten im Kanton Wipperfürth  im Arrondissement Elberfeld zugeordnet. 1816 wandelten die Preußen die Mairie zur Bürgermeisterei Kürten im Kreis Wipperfürth. Pohl gehörte zu dieser Zeit zur Gemeinde Bechen.
Der Ort ist auf der Topographischen Aufnahme der Rheinlande von 1824 und auf der Preußischen Uraufnahme von 1840 als Pohl verzeichnet.
Ab der Preußischen Neuaufnahme von 1892 ist er auf Messtischblättern regelmäßig als Pohl verzeichnet.
1822 lebten 18 Menschen im als Hof und Mühle kategorisierten und Pohl bezeichneten Ort.
Der 1845 laut der Uebersicht des Regierungs-Bezirks Cöln als Hof und Fruchtmühle kategorisierte Ort besaß zu dieser Zeit zwei Wohnhäuser. Zu dieser Zeit lebten 31 Einwohner im Ort, davon alle katholischen Bekenntnisses.
Die Gemeinde- und Gutbezirksstatistik der Rheinprovinz führt Pohl 1871 mit drei Wohnhäusern und 23 Einwohnern auf.
Im Gemeindelexikon für die Provinz Rheinland von 1888 werden drei Wohnhäuser mit 17 Einwohnern angegeben.
1895 hatte der Ort drei Wohnhäuser und 16 Einwohner.
1905 besaß der Ort zwei Wohnhäuser und 25 Einwohner und gehörte konfessionell zum katholischen Kirchspiel Bechen.
1927 wurden die Bürgermeisterei Kürten in das Amt Kürten überführt. In der Weimarer Republik wurden 1929 die Ämter Kürten mit den Gemeinden Kürten und Bechen und Olpe mit den Gemeinden Olpe und Wipperfeld zum Amt Kürten zusammengelegt. Der Kreis Wipperfürth ging am 1. Oktober 1932 in den Rheinisch-Bergischen Kreis mit Sitz in Bergisch Gladbach auf.
1975 entstand aufgrund des Köln-Gesetzes die heutige Gemeinde Kürten, zu der neben den Ämtern Kürten, Bechen und Olpe ein Teilgebiet der Stadt Bensberg mit Dürscheid und den umliegenden Gebieten kam.

## Sehenswürdigkeiten

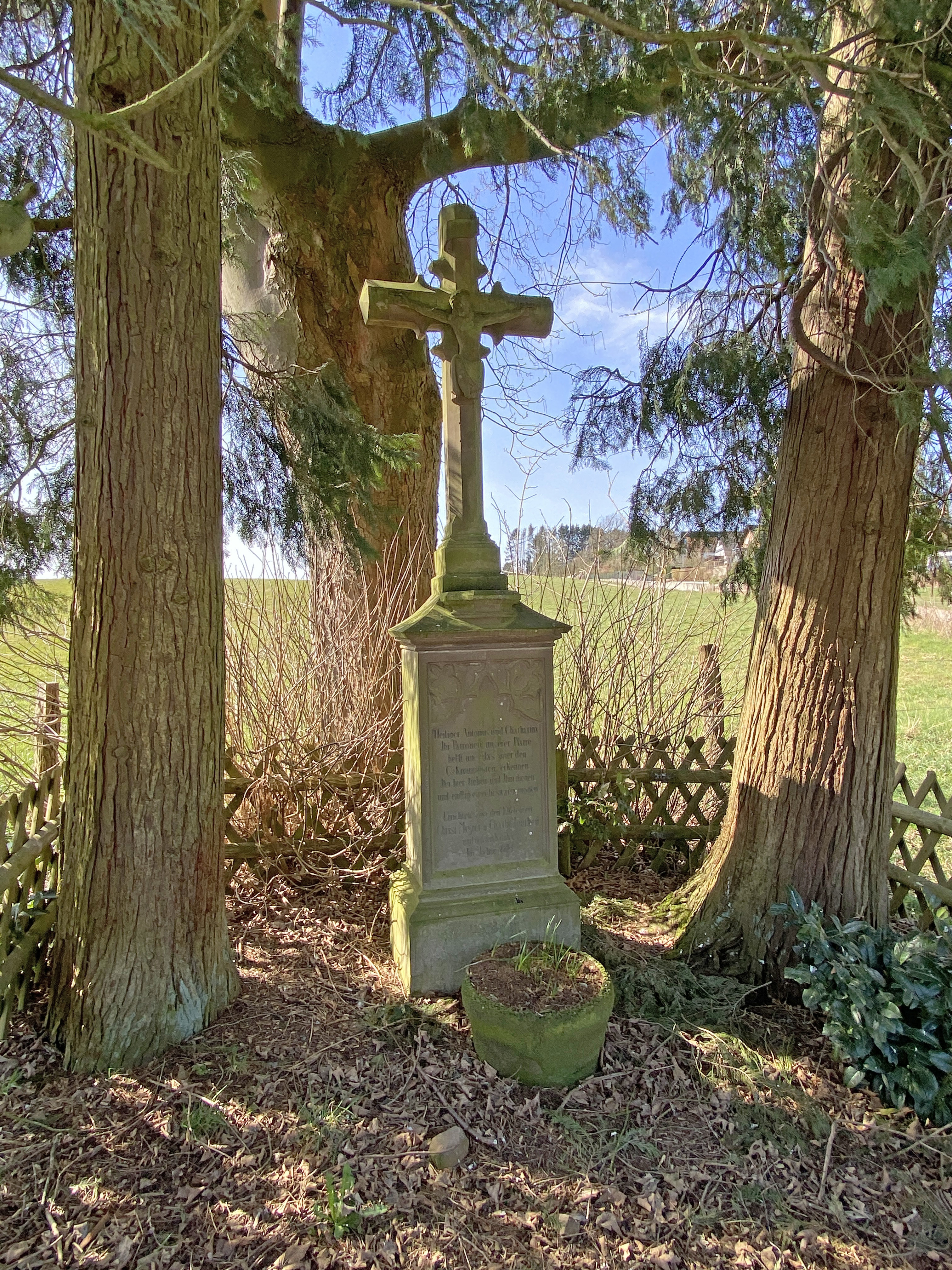
Wegekreuz (1873)

Neben Haus Pohl und der Pohler Mühle ist ein Wegekreuz aus Sandstein erwähnenswert. Es befindet sich nördlich von Pohl, ist 3 m hoch und wurde von den Eheleuten Christ. Meyer und Cath. Meuthen sowie den Kindern 1873 errichtet. Neben dem Kreuz stehen zwei Steckplatten. Das Kreuz ist in der Liste der Baudenkmäler der Gemeinde Kürten unter der Nummer 54 eingetragen.